# 海の日記帳
こどものピアノ小品集「海の日記帳」は、三善晃が1981年に作曲したピアノのための作品集である。

## 概要
三善晃が48歳の時の作品で、子どものための作品としては「音の森」に続く2作目である。作曲者が「海のイメージを拾って書いた」と語っているように、海にまつわる抒情的な28曲が収められている。
難易度はバイエル半ばからツェルニー30番前半までとされる。

## 各楽曲
1. 海のゆりかご
2. 浜かぜと夜明け
3. うつぼの時計
4. おやすみ、夕映え
5. 浜百合の恋
6. やどかりのひっこし
7. 大きな貝のひるね
8. 波がふたりで
9. やどかりの波のり（サーフィン）
10. シシリー島の小さな貝がら
11. 海の弔列
12. 海ほうずきのうた
13. あこや貝の秘密
14. 笛吹き奴のかくれんぼ
15. 沈んでいった鍵盤
16. 伊勢海老おじさんがしてくれた「お話」
17. 波と夕月
18. 蟹の散歩道（プロムナード）
19. シレーヌの機織り歌
20. 水泡（みなわ）のおどり
21. ソ、ソ、ソ……の小烏賊たち
22. 珊瑚の唄
23. わんぱくさざえ
24. 手折られた潮騒
25. さよりっ子たちの訪問
26. 磯波のキャプリス
27. 水泡（みなわ）のおにごっこ
28. 波のアラベスク

## 楽譜
音楽之友社から出版されている。